# 马枢
馬樞（522年—581年），字要理，扶风郿人。
祖父馬靈慶，南朝齊時擔任竟陵王錄事參軍。馬樞生于梁武帝普通三年（522年），小時候父母俱喪，為其姑所養。博極經史，尤精於佛經。梁武帝第六子邵陵王蕭纶召為學士，講授《維摩經》、《老子》、《周易》。侯景之乱爆發，邵陵王率兵馳援，留下两万卷书给马枢。隱居於茅山。南陈天嘉元年（560年），陳文帝征為度支尚書，辭不赴任。鄱阳王南徐州刺史陈伯山数次相邀，他都称病，他的门人说鄱阳王只是待他如师友，他才不得已前去。陈伯山为他造房子，他却厌恶其华丽，在竹林间自己建茅屋居住。王公给他送礼，他若实在无以推辞，就收十分之一。晚年能黑暗中視物。卒于陈宣帝太建十三年（581年）。撰《道學傳》二十卷。

## 延伸阅读
[在维基数据编辑]
 《陳書·卷19》，出自姚思廉《陳書》